# Mélanie Bonis
Mélanie Hélène Bonis, med artistnamnet Mel Bonis, född den 21 januari 1858 i Paris, död den 18 mars 1937 i Sarcelles, var en fransk klassisk kompositör. Hon skrev mer än 300 verk, däribland stycken för solo- och fyrhändigt piano, samt orgelstycken, kammarmusik, koraler, en mässa och orkesterverk. 

## Biografi

### Barndom och studietid
Bonis växte upp i ett strikt hållet och religiöst dominerat parisiskt hem i undre medelklassen. Hennes pianotalang uppmärksammades från tidig ålder, och hon började 1866 studera hos César Franck efter att dessförinnan ha varit självlärd på instrumentet. En vän till familjen, professorn Maury vid Pariskonservatoriet, hyllade hennes talang som inom familjen annars inte sågs som positiv.
1876 antogs hon vid konservatoriet, där hon kunde studera orgelspelande med Franck och harmoni med Ernest Guiraud. En av hennes klasskamrater var Claude Debussy. Under de kommande två åren vann hon flera priser vid konservatoriet i både harmoni och ackompanjemang. Hon valde att framträda under artistnamnet Mel Bonis för att undvika kopplingen till henne som kvinna.

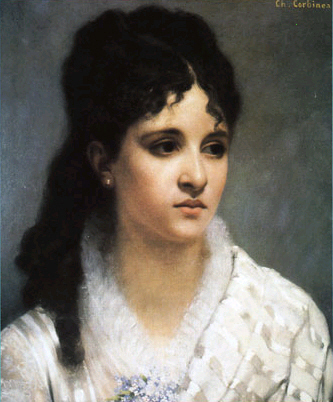
Mel Bonis som 27-åring, målad av Charles-Auguste Corbineau.

Vid konservatoriet blev hon bekant med baritonsångaren och poeten Amédée Hettich. De två inledde en romans och skrev sånger och koralmusik tillsammans. Den vidare påverkan från Hettich och olika kontakter med förlag i Paris kom att både prägla och hjälpa till att vidareutveckla Bonis karriär.

### Äktenskap och återkomst
Några år senare krävde Bonis familj att hon skulle överge musiken och sin älskare, så hon kunde finna en mer lämplig make och ett arbete som mer "anstod" en kvinna – exempelvis som sömmerska. 1883 gifte hon sig med den 25 år äldre Albert Domange, en rik man i klädfärgningsbranschen som dessförinnan fått fem söner i olika äktenskap. Hon ägnade sig den mesta tiden åt familjen, inklusive uppfostran av hans och deras tre egna barn. Under det kommande decenniet blev det föga tid över till komponerandet, eftersom ingen av de andra i familjen var musikintresserade.
Från och med 1890-talet återkom hon dock till musiken. Hon fick stöttning från musikförläggarna Alphonse Leduc, Max Eschig och Maurice Senart, vilket ledde till att hon mer regelbundet började ägna sig åt sitt komponerande. Bonis återknöt även bekantskapen med sin tidigare älskare Hettich, som nu tjänstgjorde som professor och även arbetade med journalistik och poesi. Tillsammans inledde de en ny kärleksrelation, trots att båda två var gifta. De fick till och med ett utomäktenskapligt barn tillsammans; dottern Madeleine föddes under en resa till Schweiz där besök på kurort fungerade som svepskäl.
Bonis ägnade kraft åt att distribuera sin musik till scenartister i Frankrike och Schweiz, och de kom att spelas i olika salonger och i studentsammanhang. Hon var även medlem av och sekreterare i Kompositörsföreningen, och i den positionen kunde hon även verka för att göra andra kvinnliga kompositörer bättre kända.

### Senare år
Under första världskriget avled Bonis make Domange, och familjens ekonomi drabbades hårt. Dottern Madeleine, som ärvt musiktalangen från sina båda föräldrar, flyttade in i Bonis familj, efter att tidigare ha bott hos en före detta kammarjungfru i familjen fram tills dennas död. Bonis introducerade Madeleine som sin "guddotter". Madeleine blev dock kär i Bonis son Édouard, som överlevt en tid i tyskt krigsfångeläger. Bonis kunde inte skilja de två åt, med mindre än att hon i största hemlighet avslöjade för dem att de var halvsyskon och tvang dem svära en ed på en bibel att de aldrig skulle avslöja detta för någon.
Bonis fortsatte sitt komponerande under 1920-talet, trots en allt svårare artrit. Hennes senromantiska stil började dock betraktas som gammalmodig, vilket minskade hennes framgångar. Bonis avled i Parisförorten Sarcelles, den 18 mars 1937, i 79 års ålder. En månad senare avled även Hettich, då 81 år gammal.

## Komposition och renommé
Allt som allt skrev Bonis över 300 kompositioner. Detta inkluderar 20 kammarstycken, 150 pianostycken, 25 stycken för orgel, 27 koraler och 40 melodier. 28 av dessa skrevs för bariton eller mezzosopran, sju för en högre röstart och fem för kvinnliga sångare i grader från lätt, över romantisk och till religiös ton. Musiken kombinerades med olika sorters dikter som låttexter. Hennes stil som kompositör definierades av dess ovanliga känsla för harmoni och rytm, vilket kombinerade klanger från både impressionism och orientalism.
Genom sin karriär påverkades hon av Franck, Fauré och Saint-Saëns. Den sistnämnde uttryckte att han aldrig kunnat föreställa sig att en musik som hennes kunde vara komponerad av en kvinna.
Kunskapen om och spridningen av Bonis verk påverkades negativt av de båda världskrigen, perioder då det franska musiklivet gavs färre möjligheter och resurser. I många årtionden var hon i princip okänd som kompositör. På senare år har hon dock fått ökad uppmärksamhet, som del av "återupptäckandet" av kvinnliga kompositörer. I mitten av 2020-talet har mer än 100 av hennes verk blivit föremål för olika inspelningar.

## Verk

### Kammarmusik
Flöjt och piano
- Sonat i c-moll, op. 64
- Andante och allegro, op. 133
- Stycke för flöjt och piano, op. 189
- Une flûte Soupire, op. 121
- Air vaudois, op. 108
- Scherzo, op. 187

Violin och piano
- Sonat i f-moll, op. 112
- Två små stycken (för barn), op. 106
- Largo i E-dur, op. 63
- Serenad i D-dur, op. 46
- Svit i C-dur, op. 114
- Tre stycken för violin
  - Andante religioso. Op. 78
  - Largo i Ess, Op. 83
  - Allegretto ma non troppo, op. 84
- Tre stycken för violin

Cello och piano
- Sonat i F-dur, op. 67
- Serenad i D-dur, op. 46
- Meditation, op. 33

### Orgelverk
- Adagio, op. 65
- Allegretto en mi b op. 154
- Andante Religioso, op. 173
- Choral pour grand orgue, op. 139
- Communion i E-dur, op. 151
- Communion (Adoro te), op. 149
- Cortège nuptial, op. 158
- Elevation ou Communion i D-dur, op. 147
- Elevation ou Communion i G-dur, op. 153
- Elevation en mi b majeur, op. 160
- Idylle, op. 179
- Improvisation, op. 159
- Moderato pour grand orgue, op. 95
- Moderato en sol, op. 162
- Offertoire, op. 182
- Offertoire, op. 183
- Pastorale, op. 156
- Pièce i C-dur, op. 157
- Prélude i c-moll, op. 140
- Prélude i g-moll, op. 141
- Prélude et Fuguette, op. 98
- Prière, op. 105
- Quasi Andante, op. 152
- Quasi marcia, op. 161
- Sortie, op. 96
- Toccata, op. 197
- Verset, op. 155
- Sortie i D-dur

### Pianoverk
- Mélisande, op. 109
- Desdemona, op. 101
- Ophélie, op. 165
- Viviane, op. 80
- Phoebé op. 30
- Salomé op. 100
- Omphale op. 86
- Prélude, op. 10
- Gai printemps, op. 11
- Eglogue, op. 12
- Aux champs, op. 13
- Menuet, op. 14
- Impromptu, op. 1
- Rondeau dans le genre ancien, op. 7
- Près du Ruisseau, op. 9
- Pensées d’automne, op. 19
- Berceuse, op. 23 nr 1
- La chanson du rouet, op. 24
- Papillons, op. 28), 1ère éd. Leduc 1897
- Romance sans paroles en la bémol majeur, op. 29
- Méditation, op. 31
- Marionnettes, op. 42
- Carillons mystiques, op. 31
- Barcarolle en si bémol majeur, op. 41
- Sorrente, op. 61
- Le Moustique, op. 66
- Echo et Narcisse, op. 89 och 90
- L'ange gardien, op. 99
- Il pleut, op. 102
- Au crépuscule, op. 111
- Près du moulin, op. 115
- Ariel, op. 129
- Dolorosa, op. 138
- Fem stycken för piano
  - Une flûte soupire, op. 117
  - Berceuse triste, op. 118
  - Boston valse ou valse lente, op. 119
  - Agitato, op. 120
  - Cloches lointaines, op. 121
- Prélude en la bémol majeur, op. 51
- Barcarolle en mi b, op. 71
- La cathédrale blessée, op. 107
- Etude en sol bémol majeur, op. 136
- Romance sans paroles en sol bémol majeur, op. 56
- Barcarolle-Etude, op. 43
- Sevillana, op. 125
- Ballade, op. 27
- Pavane, op. 81
- Six Valses-Caprices, op. 87
- Le Songe de Cléopâtre, op. 180/1
- Suite en forme de valses: op. 35/2 och 39/2
- Les Gitanos op. 15

Fyrhändigt
- Pavane, op. 81
- Six Valses-Caprices, op. 87
- Le Songe de Cléopâtre, op. 180/1
- Suite en forme de valses: op. 35/2 och 39/2
- Les Gitanos, op. 15